# Berit Nesheim
Berit Nesheim (* 28. Januar 1945 in Trondheim) ist eine norwegische Regisseurin und Drehbuchautorin.

## Leben und Werk
Berit Nesheim wuchs in Bergen auf.
In Oslo studierte sie Sprachen, Literatur und Psychologie an der Universität.
Sie arbeitete vor allem für das norwegische Fernsehen, meist für TV-Serien. In den 1990er-Jahren waren ihre als Kinofilme produzierten erfolgreichen Porträts von Mädchen im Teenageralter ein wichtiger Beitrag zum Wiedererstarken des norwegischen Kinder- und Jugendfilms. Neben mehreren Kinofilmen führte sie auch in weiteren norwegischen Fernsehproduktionen Regie. Für die norwegischen Filme Sonntagsengel (Søndagsengler) von 1996 und für Evas Auge (Evas øye) von 1999 war Nesheim zugleich als Regisseurin und Drehbuchautorin tätig.
Ihr Kino-Debütfilm Frida – mit dem Herzen in der Hand wurde 1992 mit dem Amanda Award für den besten Film (Årets norske spillefilm) auf Den norske filmfestivalen (Internationales norwegisches Filmfestival) und weiteren Preisen auf internationalen Festivals ausgezeichnet. Norwegen reichte diesen Film 1991 auch bei den 64. Academy Awards in der Kategorie „Bester fremdsprachiger Film“ ein; er wurde jedoch nicht nominiert.
Fünf Jahre später erreichte Sonntagsengel jedoch die Nominierung für den Oscar in der gleichen Kategorie; bei einer Reihe anderer internationaler Festivals wurde der Film ausgezeichnet.

## Filmografie
- 1988: Tungekysset (Kurzfilm)
- 1991: Frida – mit dem Herzen in der Hand (Spielfilm, Frida – med hjertet i hånden)
- 1996: Offshore (Fernsehserie)
- 1993: Höher als der Himmel (Høyere enn himmelen)
- 1996: Sonntagsengel (Søndagsengler)
- 1998: Nr. 13 (Fernsehserie)
- 1999: Evas Auge (Evas øye)
- 2000: Soria Moria (Fernsehserie)
- 2002: Brigaden (Fernsehserie)
- 2004: Skolen (Fernsehserie)
- 2006: En udødelig mann (Fernsehserie)